# Rossano Veneto
Rossano Veneto là một đô thị tại tỉnh Vicenza ở vùng Veneto, Ý.

## Địa lý
Ngôi làng nằm ở giao lộ giữa các tỉnh Vicenza, Padua và Treviso.

## Lịch sử
Rossano Veneto chắc chắn có nguồn gốc La Mã (với fundus Roxianus cho thấy một số ghi chép Roxius), nhưng thông tin chính xác hơn là chỉ từ giữa thế kỷ 11, khi quý tộc của Ermiza và con trai của cô Forzura thành lập một lâu đài. Pháo đài nằm ở giáo xứ hiện tại, xung quanh có những con mương bảo vệ nó.
Suốt thời trung cổ Rossano theo sát số phận của Bassano. Nó tương tự như Đế chế La Mã vào năm 1175, nó đi vào quỹ đạo của Vicenza, và sau đó qua Padua.
Sau sự sụp đổ của Ezzelino III, Bassano trở thành xã độc lập và Rossano cũng có một số quyền tự trị. Trong giai đoạn này, chúng tôi có tin về một số sai lầm giữa hai cộng đồng.
Vào đầu thế kỷ XV, Bassanese, và vì vậy Rossano, đã nằm dưới sự cai trị của Serenissima. Venice mang lại hòa bình và thịnh vượng; Trên lãnh thổ là các kênh đào, được cung cấp bởi vùng nước Brenta, vận hành các nhà máy, nhà máy giấy, xưởng xẻ và búa.
Năm 1797 Venice đầu hàng Napoléon. Những năm sau đó đã có một tình huống không chắc chắn và không ổn định từ quan điểm chính trị, và ở Rossano có quân đội Pháp trong cuộc chiến với người Áo. Sự sụp đổ của Napoléon vào năm 1815, nước này đã trở thành một phần của Vương quốc Lombard-Venetian, sau đó được thông qua vào năm 1866 tới Vương quốc Ý..